# حركات معارضة الإباحية في بريطانيا
حركات مكافحة المواد الإباحية في بريطانيا هو مصطلح يشمل مختلف الجماعات والأفراد في البلاد التي تسعى للحد من توافر المواد الإباحية. تنبع الحركة من منظورين مختلفين: تعارض بعض الحركات النسوية المواد الإباحية لأنهن يعتبرنها وسيلة مهينة للمرأة، في حين أن بعض المحافظين (سواء بالدوافع الدينية أوالعلمانية) ينظرون إلي المواد الإباحية على أنها غير أخلاقية. الحركة لديها بعض التأثير على سن وصدور التشريعات، مما أدى إلى إقرار عدد من القوانين الهادفة إلى تقييد توافر بعض أنواع المواد الإباحية والتي تعد قانونية في عدد من البلدان المتقدمة الأخرى. 

## معارضة المحافضين والمتدينيين
يوجد معارضة قوية للمواد الإباحية في المملكة المتحدة من جمعية (المعروفة الآن باسم Mediawatch). وتسعى هذه المنظمة المسيحية لتجريم حيازة المواد الإباحية،[بحاجة لمصدر] وتأسست بقيادة ماري حتى عام 1991.

## حملات ضد المواد الإباحية العنيفة
إنطلقت حملة لتقييد توافر المواد الإباحية العنيفة على شبكة الإنترنت في عام 2004 على ضلال مقتل جين لونغهرست من قبل غراهام كوتس، الرجل الذي كان يشاهد المواد الإباحية على الإنترنت، وخاصة المواقع التي تحتوي مشاهد الولع بالخنق. أُنشئ قلق من أن يمكن هناك ارتباط بين الجريمة وما يسمى " الإباحية المتطرفة"ما أدى إلى دعوات من لونغهرست وهي والدة ليز، للشرطة,و نائب وزير الداخلية مارتن سالتر إلى حظر هذه المواقع. جمعت حملتا كل من الحكومة وليز لونغهرست أكثر من 50,000 توقيع تدعو إلى فرض حظر "مواقع الإنترنت المتطرفة التي تشجع العنف ضد المرأة تحت مسمى "الإشباع الجنسي". نفذت وزارة الداخلية مشاورات بشأن المقترحات حول تجريم حيازة "المواد الإباحية المتطرفة" التي وجدت أنّ 63% من الردود ضد القانون الجديد. ورغم نسبة المعارضة الأكثر للتشريع فإن التشريع تم بدعم مجموعات مكافحة المواد الإباحية  Mediawatch و Mediamarch وكذلك بعض النساء الراديكاليات، مثل جولي بندل. بعض المستجيبين للمشاورات الحكومية، وخاصة منظمات الشرطة، اعتبروا أن هذا الاقتراح يجب أن يذهب أبعد من ذلك بكثير، وأنه ينبغي فرض قيود على جميع المواد الإباحية. في 30 آب / أغسطس 2006 أعلنت حكومة المملكة المتحدة اعتزام تجريم حيازة " الإباحية المتطرفة"، وهي المرة الأولى التي قد يكون فيها حيازة المواد الإباحية والتي رغم تصويرها للبالغين جريمة في المملكة المتحدة. في عام 2009 ، المادة 63 من قانون العدالة الجنائية والهجرة لعام 2008 جرّم حيازة بعض أشكال الإباحية ، بما في ذلك المواد الإباحية العنيفة.بوصفها جريمة يعاقب عليها بالسجن لمدة تصل إلى 3 سنوات .

## مجلس تصنيف الفيلم البريطاني
تداول المواد الإباحية المتشددة لم تكن مقننة في بريطانيا حتى عام 2000 تقريبا بعد 30 عاما من الولايات المتحدة وباقي دول أوروبا. لا يزال واجبا تصوير المواد أن تتم المصادقة عليها من قبل المجلس البريطاني لتصنيف الفيلم لكي يتم تقنينها. وهذا يجعل وسائل الإعلام المملكة المتحدة واحدة من الأكثر تنظيما بالديمقراطيات الليبرالية. توزيع المواد الإباحية، بما في ذلك المواد المكتوبة، هي أيضا مقيدة بنشر فحش الأطفال.

## قانون المواد الإباحية الكرتونية التي تصور القصّر
تجرم الحكومة البريطانية حيازة الصور الجنسية المتظمنة لشخصيات خيالية تحت 18 عاما.